# 国鉄417系電車
国鉄417系電車（こくてつ417けいでんしゃ）は、1978年（昭和53年）に日本国有鉄道（国鉄）が設計・製造した交直流近郊形電車。
1987年（昭和62年）の国鉄分割民営化時には、全車東日本旅客鉄道（JR東日本）に承継された。
本項では、阿武隈急行がJR東日本より購入し、所有していたA417系電車（A417けいでんしゃ）についても記述・解説を行う。

## 概要
地方都市圏を走る普通列車の電車化を目的として開発され、3両編成 × 5本の計15両が製造された。製造は全車日立製作所が担当した。
当時の国鉄は電車に汎用性を追求していたことから、北海道以外では基本的に交流区間であっても交直両用電車を投入する方針としていたため、本系列も直流1500 Vならびに、交流20,000 V・50 Hz、同・60 Hzの3電源方式対応車として設計された。
将来的には、仙台地区のみならず秋田・金沢、九州など、ほかの地方都市圏交流電化区間への投入も計画されていたが、国鉄の財政悪化や新幹線の延伸開業に伴い、以後は余剰化した特急形電車の581系・583系を改造した419系・715系や、急行形電車の451系・453系・471系・473系を改造した413系・717系の導入へと方針転換が行われた。

### 登場の経緯
1970年代の地方都市圏での人口増加・通勤通学需要の増加に伴い、それまで運用されていた客車列車ではデッキ付近の混雑で乗降に時間がかかり、地元からサービス改善の要望も出されていた。さらに客車列車では運用効率に難点があり、動力方式の近代化の観点からもこれら客車を順次気動車や電車に置換える必要が生じていた。
都市圏用の近郊形電車で直流・交流いずれの電化区間も運行可能な系列としては、当時既に415系が常磐・北九州地区へ投入されていた。しかし415系は、地方路線へ投入するには以下の問題点があった。
- 半自動戸閉め装置・耐寒耐雪構造・抑速ブレーキが未装備のため寒冷地・山岳路線での運用に難がある。
- 客用扉付近にステップがないためホーム高の低い駅が多く残る線区では車両側もしくは施設側に対策が必要。
- 片側3扉が必要なほどの多客時対応設備は求められない。

このため地方の気候や路線輸送事情に対応する車両を新設計する要請から開発されたのが本系列である。

## 車両概説
本項では、落成当時の仕様について述べる。

### 車体
当時地方都市圏向けに増備されていたキハ47形気動車の車体構造に類似し、乗降口をやや中央に寄せたデッキなしの片側2扉（両開き）構造とした。車体断面も当時製造されていた気動車・客車との共通化が図られた。
前面は、153系以来国鉄の急行・近郊形電車で採用されているパノラミックウインドウの貫通形である。貫通扉には膨張性シールゴムを設けて運転室の気密性向上を図った。
運転台は115系1000番台に準じているが、従来の近郊形のものより100 mm拡張した前面強化型とした。
前照灯はシールドビーム2灯を前面窓下に設置し、中折れシャッターカバー付耐雪構造のタイフォン（警笛）を装備する。
前面下部の排障器（スカート）は、寒冷地での使用に対応した大型のものが設置された。
寒冷地での運用を考慮し、各車両には雪切室を設置したほか、客用扉は自動・半自動切替式でを採用。編成中のどの運転台からでも操作が可能なシステムとした。
塗装は当初、赤13号（ローズピンク）の地に警戒色としてクリーム4号の太帯を正面窓下に入れた交流・直流両用近郊形電車の標準色とした。
また、サービスの一環と省力化から、側面に電動式行先表示器を装備した。

### 内装

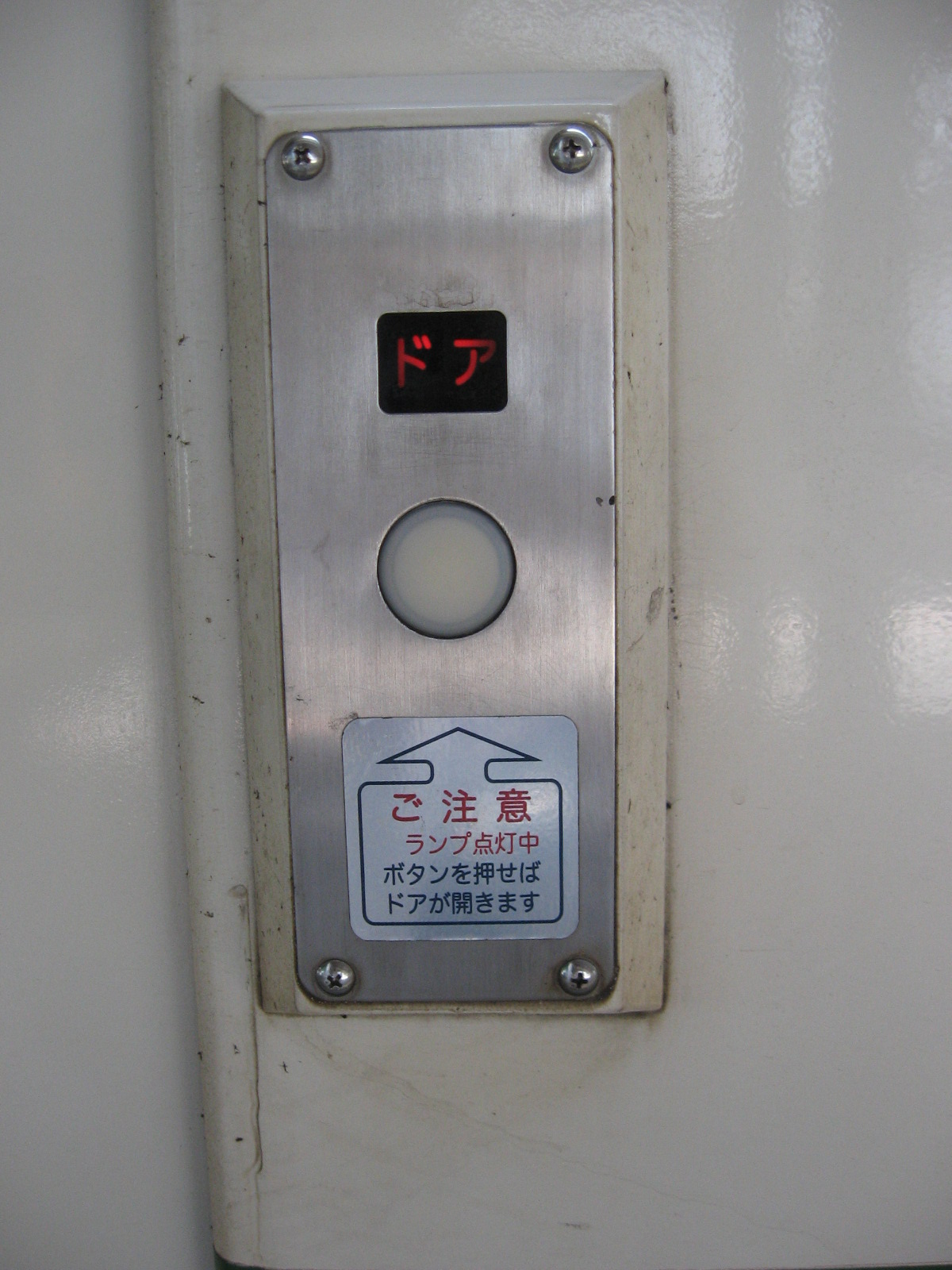
クモハ417-5
ドアスイッチ（車外側・開操作のみ行う）

座席は固定式クロスシートとロングシートの組合せ（セミクロスシート）である。クロスシート部の間隔は、それまでの近郊形車両の標準であった1,420 mmから1,490 mmへと70 mm拡大され、居住性が急行形車両並に向上した。
- シート拡大は同時期製造の113系1500・2000番台・115系1000・2000番台・415系100番台・キハ40系気動車でも採用。「シートピッチ改善車」と呼ばれ以後の標準となった。

客室内の寒冷地対策として、両開き式客用扉は半自動扱いへの切替を可能としたほか、扉脇に袖仕切と上部にガラス製風防を設置した。
- 半自動扉は、当初手動開閉式で適用時期も限られていたが、1996年に押ボタン操作式に改造後は通年半自動扱いに変更された。半自動扱い中にボタン操作を行うとブザーが鳴るが、車掌によるドア開閉時は鳴らない。

普通列車の冷房化が推進されていた時期にもかかわらず、都市部を優先する方針・仙台地区の気候・当時の国鉄財政事情などから経費節減のために屋根上冷房装置搭載場所に塞ぎ板を取付た冷房準備工事車として落成し、パンタグラフ・交流機器取り付け部の低屋根部分にはファンデリアが取り付けられた。その後、JR化後の1988年（昭和63年）からAU75G形集中式冷房装置が搭載された。

### 機器類
台車は従来の近郊形車両がコイルばねを使用したDT21系を採用していたのに対し、乗心地向上のため特急・急行形と同等のDT32F形（電動車）・TR69J形（制御車）空気ばね台車を搭載した。
- 寒冷地での運用を考慮して軸ばね・軸箱と電動台車のブレーキシリンダには防雪カバーを取り付け、TR69J形ではブレーキシリンダにゴムベロースを採用し、踏面清掃装置を装備した。

主電動機は強制通風冷却方式としたMT54E形直巻整流子電動機を搭載。歯車比は415系と同様の4.82とした。
主制御器は381系で採用されたCS43形を一部改良したCS43A形電動カム軸式抵抗制御器を搭載。1基で2両8基分の主電動機を制御する1C8M方式である。
ブレーキは415系同様のSELD式応荷重装置および発電制動付き電磁直通空気ブレーキのほか、奥羽本線福島 - 米沢間（板谷峠）をはじめとする急勾配区間での運用を考慮し、抑速ブレーキならびに耐雪ブレーキを装備した。
補助電源装置の電動発電機（MG）は、強化した暖房機能や将来の冷房搭載にも対応するために、MH135-DM92型(160 kVA)をクハ416形に搭載。
ジャンパ連結器は、他系列との混用を想定しなかったことから55芯のKE70形1基と19芯のKE76形1基を装備した。

## 形式
クモハ417形（1 - 5）
モハ416形とユニットを組む下り方（一ノ関向き）制御電動車。CS43A形主制御器・主抵抗器を搭載し、1・4位側面に主電動機冷却風用雪切室を設置する。定員108名（座席61名）。
モハ416形（1 - 5）
クモハ417形とユニットを組む中間電動車。耐雪形のPS16H形パンタグラフ・空気遮断器・交直切換器・交流避雷器・RS45B形変圧器・TM20形主整流器・主平滑リアクトルを搭載し、1・4位側面に主電動機冷却風用雪切室を設置する。定員124名（座席68名）。
クハ416形（1 - 5）
上り方（黒磯向き）制御車。MH135-DM92型(160 kVA)電動発電機 (MG) とMH113B-C2000M形空気圧縮機 (CP)を搭載し、3位側隅にトイレと4位側隅にMG冷却風用雪切室を設置する。定員107名（座席60名）。
| クモハ417-1 |  | モハ416-1 |  | クハ416-1 |
| クモハ417-1 |  | モハ416-1 |  | クハ416-1 |

## 運用
1978年に製造された3両編成x5本計15両は仙台運転所（現・仙台車両センター）に配置された。主に東北本線（黒磯 - 福島 - 仙台 - 一ノ関間）で普通列車・快速列車「仙台シティラビット」に運用された。
JR化後の1990年（平成2年）頃から車体塗装が455・457系や717系と同様のクリーム10号（アイボリー）地に緑14号の帯に変更された。また、K-5編成で分割民営化前後の約1年間に、側面方向幕のLEDや液晶（反射光式）での表示試験を実施した。
本系列は、営業運転開始から交流50 Hz区間でのみ運用され続け、後に誤操作防止のため交直流切替スイッチが交流側に固定された。
- ただし落成後の公式試運転では、山口県下松市の日立製作所笠戸事業所出場後に山陽本線の直流区間や鹿児島本線門司 - 南福岡間の交流60 Hz区間を走行した後に仙台まで自力回送された[2]。

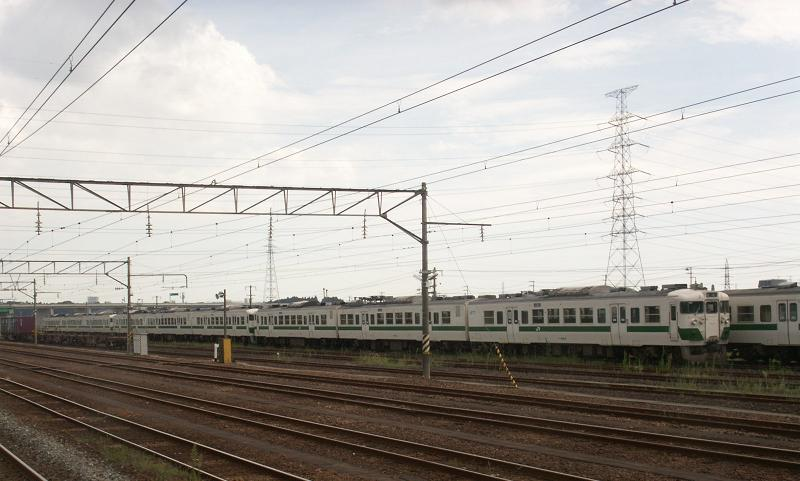
陸前山王駅構内側線での留置
2007年9月

一貫して仙台配置・仙台地区周辺で運用され続けたが、E721系への置換えに伴い、2007年7月1日をもって全編成が定期運用を終了した。その後は全編成が陸前山王駅に留置されたが、以下の状況となった。
K-1編成
2008年6月に郡山総合車両センターに回送され整備。阿武隈急行に後述するA417系電車として譲渡。
K-4編成
2007年11月に郡山総合車両センターに配給回送。同年12月岩切駅に隣接する仙台支社訓練センターに配給回送。
2008年1月に廃車となり、その後は訓練センターで事故等の訓練車として使用されていたが、後継の訓練車として719系が導入されたことに伴い、2019年8月7日に解体のため郡山車両センターへ甲種輸送された。
K-2・K-3・K-5編成
2008年8月に鹿島臨海鉄道神栖駅へ甲種輸送され廃車。

## 阿武隈急行A417系
2007年に阿武隈急行はJR東日本から中古車両3両編成1本を購入し増備する方針を発表した。JR東日本と協議検討を重ねた結果、状態の良い417系を購入するに至り、2008年6月から郡山総合車両センターで元仙台車両センター所属のK-1編成に同社向け仕様変更の改造工事を施工した。
- 編成の方向転換。
- 同社の8100系に準じた塗装へ変更[4][注 2]。

2008年10月30日から営業運転を開始し、富野 - 福島間の平日朝夕限定で運用されていた。
2016年3月26日のダイヤ改正で定期運用から離脱し、同年5月28日のラストランをもって運用を終了した。その後、2018年7月1日に行われた「あぶ急全線開業30周年 大感謝まつり」に合わせ、AT418が国鉄色に復元され、車両番号も国鉄時代のクハ416-1に書き換えられた。同年9月、廃車解体のため陸送された。
|           | ← 丸森（富野）福島 → |           |             |
| 車両 番号 | AT418                | AM417-2   | AM417-1     |
| 旧番号    | クハ416-1            | モハ416-1 | クモハ417-1 |

| AT418 |  | AM417-2 |  | AM417-1 |
| AT418 |  | AM417-2 |  | AM417-1 |